# الطواف العالمي لكرة المضرب النسائية برعاية الاتحاد الدولي لكرة المضرب – 2021 (يوليو–سبتمبر)
جولة الاتحاد الدولي لكرة المضرب العالمية للنساء هي نسخة عام 2021 من الجولة الثانية في لعبة كرة المضرب للمحترفات. تنظمها الاتحاد الدولي لكرة المضرب وهي درجة أقل من جولة رابطة محترفات التنس. يتضمن الطواف العالمي لكرة المضرب النسائية برعاية الاتحاد الدولي لكرة المضرب بطولات بجوائز مالية تتراوح من $15،000 إلى $100،000.

## المواسم
| مواسم الطواف العالمي لكرة المضرب النسائية برعاية الاتحاد الدولي لكرة المضرب | مواسم الطواف العالمي لكرة المضرب النسائية برعاية الاتحاد الدولي لكرة المضرب | مواسم الطواف العالمي لكرة المضرب النسائية برعاية الاتحاد الدولي لكرة المضرب | مواسم الطواف العالمي لكرة المضرب النسائية برعاية الاتحاد الدولي لكرة المضرب | مواسم الطواف العالمي لكرة المضرب النسائية برعاية الاتحاد الدولي لكرة المضرب | مواسم الطواف العالمي لكرة المضرب النسائية برعاية الاتحاد الدولي لكرة المضرب | مواسم الطواف العالمي لكرة المضرب النسائية برعاية الاتحاد الدولي لكرة المضرب | مواسم الطواف العالمي لكرة المضرب النسائية برعاية الاتحاد الدولي لكرة المضرب | مواسم الطواف العالمي لكرة المضرب النسائية برعاية الاتحاد الدولي لكرة المضرب | مواسم الطواف العالمي لكرة المضرب النسائية برعاية الاتحاد الدولي لكرة المضرب |
| تسعينيات القرن العشرين                                                      | تسعينيات القرن العشرين                                                      | تسعينيات القرن العشرين                                                      | تسعينيات القرن العشرين                                                      | تسعينيات القرن العشرين                                                      | تسعينيات القرن العشرين                                                      | تسعينيات القرن العشرين                                                      | تسعينيات القرن العشرين                                                      | تسعينيات القرن العشرين                                                      | تسعينيات القرن العشرين                                                      |
| --------------------------------------------------------------------------- | --------------------------------------------------------------------------- | --------------------------------------------------------------------------- | --------------------------------------------------------------------------- | --------------------------------------------------------------------------- | --------------------------------------------------------------------------- | --------------------------------------------------------------------------- | --------------------------------------------------------------------------- | --------------------------------------------------------------------------- | --------------------------------------------------------------------------- |
| 1994                                                                        | 1995                                                                        | 1995                                                                        | 1996                                                                        | 1997                                                                        | 1998                                                                        | 1999                                                                        |                                                                             |                                                                             |                                                                             |
| العقد الأول من القرن 21                                                     |                                                                             |                                                                             |                                                                             |                                                                             |                                                                             |                                                                             |                                                                             |                                                                             |                                                                             |
| 2000                                                                        | 2001                                                                        | 2002                                                                        | 2003                                                                        | 2004                                                                        | 2005                                                                        | 2006                                                                        | 2007                                                                        | 2008 الربع الأول · الربع الثاني · الربع الثالث                              | 2009                                                                        |
| العقد الثاني من القرن 21                                                    |                                                                             |                                                                             |                                                                             |                                                                             |                                                                             |                                                                             |                                                                             |                                                                             |                                                                             |
| 2010 الربع الأول · الربع الثاني · الربع الثالث · الربع الرابع               | 2011 الربع الأول · الربع الثاني · الربع الثالث · الربع الرابع               | 2012 الربع الأول · الربع الثاني · الربع الثالث · الربع الرابع               | 2013 الربع الأول · الربع الثاني · الربع الثالث · الربع الرابع               | 2014 الربع الأول · الربع الثاني · الربع الثالث · الربع الرابع               | 2015 الربع الأول · الربع الثاني · الربع الثالث · الربع الرابع               | 2016 الربع الأول · الربع الثاني · الربع الثالث · الربع الرابع               | 2017 الربع الأول · الربع الثاني · الربع الثالث · الربع الرابع               | 2018 الربع الأول · الربع الثاني · الربع الثالث · الربع الرابع               | 2019 الربع الأول · الربع الثاني · الربع الثالث · الربع الرابع               |
| العقد الثالث من القرن 21                                                    |                                                                             |                                                                             |                                                                             |                                                                             |                                                                             |                                                                             |                                                                             |                                                                             |                                                                             |
| 2020 الربع الأول · الربع الثاني · الربع الثالث · الربع الرابع               | 2021 الربع الأول · الربع الثاني · الربع الثالث · الربع الرابع               | 2022 الربع الأول · الربع الثاني · الربع الثالث · الربع الرابع               | 2023 الربع الأول · الربع الثاني · الربع الثالث · الربع الرابع               | 2024 الربع الأول · الربع الثاني · الربع الثالث · الربع الرابع               | 2025 الربع الأول · الربع الثاني · الربع الثالث · الربع الرابع               |                                                                             |                                                                             |                                                                             |                                                                             |

## المفتاح
| الفئات      |
| بطولات W100 |
| بطولات W80  |
| بطولات W60  |
| بطولات W25  |
| بطولات W15  |

## الأشهر

### يوليو
| الأسبوع  | البطولة                                                                                       | الفائزات                                                   | الوصيفات                             | المتأهلات لنصف النهائي                      | المتأهلات لربع النهائي                                                   |
| -------- | --------------------------------------------------------------------------------------------- | ---------------------------------------------------------- | ------------------------------------ | ------------------------------------------- | ------------------------------------------------------------------------ |
| 5 يوليو  | Grand Est Open 88 كونتريكزفيل، فرنسا ملعب ترابي W100 Singles Draw – Doubles Draw              | أنهيلينا كالينينا 6–2، 6–2                                 | دلما جالفي                           | أماندين هيس شينغ كينوين                     | كاميلا بارتون ليوليا جانجين إلسا جاكيموت أوسيان دودان                    |
| 5 يوليو  | Grand Est Open 88 كونتريكزفيل، فرنسا ملعب ترابي W100 Singles Draw – Doubles Draw              | آنا دانيلينا ألريكك إيكري 6–0، 1–6، [10–4]                 | دلما جالفي كيمبرلي زيمرمان           | أماندين هيس شينغ كينوين                     | كاميلا بارتون ليوليا جانجين إلسا جاكيموت أوسيان دودان                    |
| 5 يوليو  | أمستلفين وومنز أوبن أمستلفين، هولندا ملعب ترابي W60 Singles Draw – Doubles Draw               | كيرين ليموين 7–5، 6–4                                      | يانا موردرجر                         | ألكسندرا كادانتسو كريستيانا فيراندو         | سوزان لامنس ديسبينا باباميتشايل إيما نافارو باربارا هاس                  |
| 5 يوليو  | أمستلفين وومنز أوبن أمستلفين، هولندا ملعب ترابي W60 Singles Draw – Doubles Draw               | سوزان لامنس كيرين ليموين 6–4، 6–3                          | أمينة أنشبها أنستازيا ديتسيوك        | ألكسندرا كادانتسو كريستيانا فيراندو         | سوزان لامنس ديسبينا باباميتشايل إيما نافارو باربارا هاس                  |
| 5 يوليو  | تورينو، إيطاليا ملعب ترابي W25 قرعة المباريات الفردية والزوجية                                | ديان باري 6–4، 6–2                                         | لوسيا برونزيتي                       | جيسيكا بوزاس مانييرو بانا أودفاردي          | سوزان بانديتشي غابرييلا سي سادا ناهيمانا يلينا إن-ألبون                  |
| 5 يوليو  | تورينو، إيطاليا ملعب ترابي W25 قرعة المباريات الفردية والزوجية                                | فيديريكا دي سارا كاميلا روساتييلو 6–2، 6–2                 | لوسيا برونزيتي أورورا زانتيديسكي     | جيسيكا بوزاس مانييرو بانا أودفاردي          | سوزان بانديتشي غابرييلا سي سادا ناهيمانا يلينا إن-ألبون                  |
| 5 يوليو  | نور سلطان، كازاخستان ملعب صلب W25 قرعة المباريات الفردية والزوجية                             | أنستازيا تيخونوفا 2–6، 7–5، 6–1                            | جوستينا ميكولسكيت                    | سابينا شاريبوفا فلادا كوفال                 | ماريام بولكفادزي بينجتارن بليبويتش إيرينا شيمانوفيتش فاليريا سافينيخ     |
| 5 يوليو  | نور سلطان، كازاخستان ملعب صلب W25 قرعة المباريات الفردية والزوجية                             | ماريام بولكفادزي إيكاترينا ياشينا 7–6(9–7)، 6–1            | فلادا كوفال أنستازيا تيخونوفا        | سابينا شاريبوفا فلادا كوفال                 | ماريام بولكفادزي بينجتارن بليبويتش إيرينا شيمانوفيتش فاليريا سافينيخ     |
| 5 يوليو  | لشبونة، البرتغال ملعب صلب W25 قرعة المباريات الفردية والزوجية                                 | لولو صن 6–4، 6–4                                           | إيلين بيريز                          | أنستازيا كوليكوفا أوليفيا غاديكي            | إيفون كافالي رييميرس ميلاني ستوك كاتي سوان هاروكا كاجي                   |
| 5 يوليو  | لشبونة، البرتغال ملعب صلب W25 قرعة المباريات الفردية والزوجية                                 | هان نا-لاي موموكو كوبوري 6–3، 6–1                          | إنغريد جامارا مارتينز ما شيوي        | أنستازيا كوليكوفا أوليفيا غاديكي            | إيفون كافالي رييميرس ميلاني ستوك كاتي سوان هاروكا كاجي                   |
| 5 يوليو  | بروكوبلي، صربيا ملعب ترابي W15 قرعة المباريات الفردية والزوجية                                | دارجا سيمينيستايا 6–0، 6–2                                 | ناتاليجا سينيك                       | يانا بوجوفيتش أرينافاسيليسكو                | بيانكا فيرنانديز كاترينا رينغولد ماريا بوندارينكو سافو ساكيلاريدي        |
| 5 يوليو  | بروكوبلي، صربيا ملعب ترابي W15 قرعة المباريات الفردية والزوجية                                | كارولا بيجينارو فيكتوريا ديما انسحاب                       | فرنندا لابرينا آنا توراتي            | يانا بوجوفيتش أرينافاسيليسكو                | بيانكا فيرنانديز كاترينا رينغولد ماريا بوندارينكو سافو ساكيلاريدي        |
| 5 يوليو  | المنستير، تونس ملعب صلب W15 قرعة المباريات الفردية والزوجية                                   | إليزابيث ماندليك 6–3، 4–6، 6–0                             | أنجيليكا راجي                        | فالنتينا ريسر جوليا رييرا                   | أيومي كوشيشي أناستاسيا نيفيدوفا إليسا فانلانغندونك زوي هوارد             |
| 5 يوليو  | المنستير، تونس ملعب صلب W15 قرعة المباريات الفردية والزوجية                                   | داليا هيويت ألانا سميث 6–4، 6–3                            | إميلي ليند فالنتينا ريسر             | فالنتينا ريسر جوليا رييرا                   | أيومي كوشيشي أناستاسيا نيفيدوفا إليسا فانلانغندونك زوي هوارد             |
| 12 يوليو | Open de Biarritz بياريتز، فرنسا ملعب ترابي W60 Singles Draw – Doubles Draw                    | فرانشيسكا جونز 6–4، 7–6(4–7)                               | أوكسانا سيليخميتيفا                  | ستيفاني فاغنر لوكريتسيا ستيفانيني           | أريان هارتونو ليوليا جانجين سيون مينديز دانييلا فيسمان                   |
| 12 يوليو | Open de Biarritz بياريتز، فرنسا ملعب ترابي W60 Singles Draw – Doubles Draw                    | أوكسانا سيليخميتيفا دانييلا فيسمان 6–3، 7–6(5–7)           | سارة بيث غري ماجالي كيمبين           | ستيفاني فاغنر لوكريتسيا ستيفانيني           | أريان هارتونو ليوليا جانجين سيون مينديز دانييلا فيسمان                   |
| 12 يوليو | President's Cup نور سلطان، كازاخستان ملعب صلب W60 Singles Draw – Doubles Draw                 | ماريام بولكفادزه 6–4، 3–6، 2–6                             | فاليريا سافينيخ                      | يوليا هاتوكاي إيكاترينا شاليموفا            | شاليمار طالبي آنا كوباريفا أنستاسيا تيخونوفا إيرينا شيمانوفيتش           |
| 12 يوليو | President's Cup نور سلطان، كازاخستان ملعب صلب W60 Singles Draw – Doubles Draw                 | ألينا تشاريفا ماريا تيموفييفا 7–6(7–5)، 2–6، [10–6]        | يفغينيا ليفاشوفا لورا بيجوسي         | يوليا هاتوكاي إيكاترينا شاليموفا            | شاليمار طالبي آنا كوباريفا أنستاسيا تيخونوفا إيرينا شيمانوفيتش           |
| 12 يوليو | المفتوحة العربية للسيدات فيتوريا-غاستيز، إسبانيا ملعب صلب W60 قرعة المباريات الفردية والزوجية | ريبيكا ماساروفا 7–6(7–3)، 6–4                              | آن مينتيجي ديل أولمو                 | إستلا بيريز سوماريبا ماي هونتاما            | ليزلي كركهوف أناستاسيا كوليكوفا جيسيكا بونشيه فيرونيكا سبيد رويج         |
| 12 يوليو | المفتوحة العربية للسيدات فيتوريا-غاستيز، إسبانيا ملعب صلب W60 قرعة المباريات الفردية والزوجية | أوليفيا غاديكي ريبيكا ماساروفا 6–3، 6–3                    | سيليا سيرفينيو رويز أوليفيا نيكولز   | إستلا بيريز سوماريبا ماي هونتاما            | ليزلي كركهوف أناستاسيا كوليكوفا جيسيكا بونشيه فيرونيكا سبيد رويج         |
| 12 يوليو | تلوي المفتوحة تلاوي، جورجيا ملعب ترابي W25 قرعة المباريات الفردية والزوجية                    | سوزان لامينس 7–5، 6–2                                      | جوان زوغر                            | مارين بارتود صوفيا شاباتافا                 | إيكاترينا ماكاروفا إيفون كافالي رايمرز داريا أستاخوفا فيرنندا كونتريراس  |
| 12 يوليو | تلوي المفتوحة تلاوي، جورجيا ملعب ترابي W25 قرعة المباريات الفردية والزوجية                    | لينا جورشيسكا فاليريا ستراخوفا 4–6، 6–4، [10–5]            | فيكتوريا بوثيو أنجيليكا موراتيلي     | مارين بارتود صوفيا شاباتافا                 | إيكاترينا ماكاروفا إيفون كافالي رايمرز داريا أستاخوفا فيرنندا كونتريراس  |
| 12 يوليو | تارفيزيو، إيطاليا ملعب ترابي W25 قرعة المباريات الفردية والزوجية                              | كريستينا دينو 6–2، 6–0                                     | غابرييلا سي                          | أوانا جورجيتا سيميونو تينا تسفيتكوفيا       | نينا بوتوتشنيك باربارا غاتيكا آشلي لاي فيونا جانز                        |
| 12 يوليو | تارفيزيو، إيطاليا ملعب ترابي W25 قرعة المباريات الفردية والزوجية                              | كايسا هينيمان نيكلا راديشيتش 6–4، 6–1                      | باربارا غاتيكا ريبيكا بيريرا         | أوانا جورجيتا سيميونو تينا تسفيتكوفيا       | نينا بوتوتشنيك باربارا غاتيكا آشلي لاي فيونا جانز                        |
| 12 يوليو | إيفانسفيل، الولايات المتحدة ملعب صلب W25 قرعة المباريات الفردية والزوجية                      | ريبيكا مارينو 6–3، 3–6، 6–0                                | مايو هيبي                            | كاترينا سكوت إيلي دوغلاس                    | كاثرين هاريسون إميليانا أرانجو هينا اينوي ألديفا سوتجيادي                |
| 12 يوليو | إيفانسفيل، الولايات المتحدة ملعب صلب W25 قرعة المباريات الفردية والزوجية                      | كايلي كولينز روبين مونتغمري 5–7، 6–3، [10–2]               | لورين بروكتور آنا أولياشينكو         | كاترينا سكوت إيلي دوغلاس                    | كاثرين هاريسون إميليانا أرانجو هينا اينوي ألديفا سوتجيادي                |
| 12 يوليو | ألمادا، البرتغال ملعب صلب W15 قرعة المباريات الفردية والزوجية                                 | أليكسا غراهام 6–1، 6–2                                     | جورجيا درامي                         | كو يون وو إنغريد غامارا مارتينس             | ميلاني ستوك لوسي نغوين تان مي ياماغوتشي جوليا ستاماتوفا                  |
| 12 يوليو | ألمادا، البرتغال ملعب صلب W15 قرعة المباريات الفردية والزوجية                                 | إنغريد غامارا مارتينس أولغا باريس أزكويتا 4–6، 6–3، [10–8] | أوسيان بابل لوسي نغوين تان           | كو يون وو إنغريد غامارا مارتينس             | ميلاني ستوك لوسي نغوين تان مي ياماغوتشي جوليا ستاماتوفا                  |
| 12 يوليو | المنستير، تونس ملعب صلب W15 قرعة المباريات الفردية والزوجية                                   | إليسا فانلانغندونك 6–3، 6–4                                | تيفاني فيكيه                         | أيوماي كوشيشي جولي بيلغرافر                 | سوليمار كولينغ شيراز بشري أوبان دروجيت ماريا كوزيريفا                    |
| 12 يوليو | المنستير، تونس ملعب صلب W15 قرعة المباريات الفردية والزوجية                                   | ديلاينا هيويت ألانا سميث 6–4، 6–2                          | أيوماي كوشيشي ميتشيكا أوزيكي         | أيوماي كوشيشي جولي بيلغرافر                 | سوليمار كولينغ شيراز بشري أوبان دروجيت ماريا كوزيريفا                    |
| 19 يوليو | ITS Cup أولوموتس، جمهورية التشيك ملعب ترابي W60 Singles Draw – Doubles Draw                   | سارا بيجليك 6–0، 6–0                                       | باولا أورمايتشيا                     | بانا أودفاردي فرانسيسكا جونز                | آنا زيا جيمي فورليس ديان باري نيكا راديشيتش                              |
| 19 يوليو | ITS Cup أولوموتس، جمهورية التشيك ملعب ترابي W60 Singles Draw – Doubles Draw                   | جيسي آني آنا سيزكوفا 6–1، 6–0                              | باربرا غاتيكا ريبيكا بيريرا          | بانا أودفاردي فرانسيسكا جونز                | آنا زيا جيمي فورليس ديان باري نيكا راديشيتش                              |
| 19 يوليو | لي كونتامين-مونتجوي، فرنسا ملعب صلب W25 قرعة المباريات الفردية والزوجية                       | يلينا إن-ألبون 4–6، 7–5، 7–5                               | جودي بوراج                           | إليسيا بولتون ليوليا جانجين                 | أليس توبيلو نايكثا بينز إيميلين دارترون هاروكا كاجي                      |
| 19 يوليو | لي كونتامين-مونتجوي، فرنسا ملعب صلب W25 قرعة المباريات الفردية والزوجية                       | ديانا مارسنكفيتشا كيارا شول 3–6، 6–2، [10–7]               | ماريا لورديس كارل يلينا إن-ألبون     | إليسيا بولتون ليوليا جانجين                 | أليس توبيلو نايكثا بينز إيميلين دارترون هاروكا كاجي                      |
| 19 يوليو | تلافي أوبن تلابي، جورجيا ملعب ترابي W25 قرعة المباريات الفردية والزوجية                       | فالنتيني جراماتيكوبولو 7–5، 6–4                            | تيساه أندريانجافيتريمو               | ديا هردجلاش فيرنندا كونتريراس               | داريا أستاخوفا كيوكا أوكامورا شافيت كيميشي جوستينا ميكولسكيت             |
| 19 يوليو | تلافي أوبن تلابي، جورجيا ملعب ترابي W25 قرعة المباريات الفردية والزوجية                       | إيفا فيدر ستيفاني فيشر 3–6، 6–4، [13–11]                   | فيكتوريا بوثيو أنجيليكا موراتيلي     | ديا هردجلاش فيرنندا كونتريراس               | داريا أستاخوفا كيوكا أوكامورا شافيت كيميشي جوستينا ميكولسكيت             |
| 19 يوليو | كييف، أوكرانيا ملعب ترابي W25 قرعة المباريات الفردية والزوجية                                 | كلوي باكيوت 7–6(7–3)، 3–6، 6–4                             | فاني ستولار                          | ميكاييلا بايرلوفا كارول مونيت               | جانغ سو جونج ليندا سالفي إيرينا فيتيكيو انستاسيا سوبوليفا                |
| 19 يوليو | كييف، أوكرانيا ملعب ترابي W25 قرعة المباريات الفردية والزوجية                                 | جانغ سو جونج بويانا مارينكوفيتش 3–6، 6–4، [10–7]           | علي كولينز أندريا غاميز              | ميكاييلا بايرلوفا كارول مونيت               | جانغ سو جونج ليندا سالفي إيرينا فيتيكيو انستاسيا سوبوليفا                |
| 19 يوليو | القاهرة، مصر ملعب ترابي W15 قرعة المباريات الفردية والزوجية                                   | لايري روميرو غورماز 7–5، 7–6(7–4)                          | تينا نادين سميث                      | كلوديا هوستي فيرير أنستاسيا سوخوتينا        | آنا لانتيغوا دي لا نويز جاسماين غيمبري لميس الحسين عبد العزيز آية العوني |
| 19 يوليو | القاهرة، مصر ملعب ترابي W15 قرعة المباريات الفردية والزوجية                                   | كلوديا هوستي فيرير لايري روميرو غورماز 6–1، 4–6، [11–9]    | جاسماين غيمبري ديمي تران             | كلوديا هوستي فيرير أنستاسيا سوخوتينا        | آنا لانتيغوا دي لا نويز جاسماين غيمبري لميس الحسين عبد العزيز آية العوني |
| 19 يوليو | أمارانتي، البرتغال ملعب صلب W15 قرعة المباريات الفردية والزوجية                               | مي ياماغوتشي 6–4، 3–6، 6–4                                 | فيديريكا روسي                        | أنخيلا فيتا بولودا جوليا ستاماتوفا          | إنغريد غامارا مارتينز جولييتا سانير ألبا كارييو مارين لوسي نغوين تان     |
| 19 يوليو | أمارانتي، البرتغال ملعب صلب W15 قرعة المباريات الفردية والزوجية                               | أوسيان بابل لوسي نغوين تان 6–4، 6–2                        | بريسكا ماديلين نوغروهو فيديريكا روسي | أنخيلا فيتا بولودا جوليا ستاماتوفا          | إنغريد غامارا مارتينز جولييتا سانير ألبا كارييو مارين لوسي نغوين تان     |
| 19 يوليو | موسكو، روسيا ملعب ترابي W15 قرعة المباريات الفردية والزوجية                                   | نيجينا أبدوريموفا 1–6، 1–6                                 | ماريا شوشارينا                       | آنا زيرييانوفا آنا مورجينا                  | إيفا جاركوشا إريكا أندريفيا آنا يوريكي ألكسندرا بوسبيلوفا                |
| 19 يوليو | موسكو، روسيا ملعب ترابي W15 قرعة المباريات الفردية والزوجية                                   | داريا ميشينا آنا مورجينا 5–7، 6–2، [9–11]                  | نيجينا أبدوريموفا أنجلينا جابوفا     | آنا زيرييانوفا آنا مورجينا                  | إيفا جاركوشا إريكا أندريفيا آنا يوريكي ألكسندرا بوسبيلوفا                |
| 19 يوليو | دون بينيتو، إسبانيا سجاد W15 قرعة المباريات الفردية والزوجية                                  | أولغا باريس أزكويتا 6–2، 3–6، 4–6                          | أنجلينا ويرجيس                       | نهيا بيريوتشيا ماريا دولوريس لوبيز مارتينيز | إريكا أوسترهوت إيزابيلا هارفيزون نينا رودييوكوفا تاميرا باسيك            |
| 19 يوليو | دون بينيتو، إسبانيا سجاد W15 قرعة المباريات الفردية والزوجية                                  | لوسيا كورتيز يوركا أولغا باريس أزكويتا 4–6، 3–6            | تمارا كوستيك إريكا أوسترهوت          | نهيا بيريوتشيا ماريا دولوريس لوبيز مارتينيز | إريكا أوسترهوت إيزابيلا هارفيزون نينا رودييوكوفا تاميرا باسيك            |
| 19 يوليو | المنستير، تونس ملعب صلب W15 قرعة المباريات الفردية والزوجية                                   | دالينا هيويت 4–6، 4–6                                      | أيومي كوشيشي                         | سوليمار كولينج تيباني فيكيه                 | كاتجا ويرهولم جوليا رييرا إليسا فانلانجيندونك أوبان دروجيه               |
| 19 يوليو | المنستير، تونس ملعب صلب W15 قرعة المباريات الفردية والزوجية                                   | تيباني فيكيه أكفيل باراجينسكيت 5–7، 6–4، [8–10]            | ماريانا درازيتش أناستاسيا نيفيدوفا   | سوليمار كولينج تيباني فيكيه                 | كاتجا ويرهولم جوليا رييرا إليسا فانلانجيندونك أوبان دروجيه               |
| 26 يوليو | Reinert Open فرسمولد، ألمانيا ملعب ترابي W60 قرعة الفردي – قرعة الزوجي                        | إلينا أفانيسيان 6–7(4–7)، 6–2، 6–2                         | فيديريكا دي سارا                     | ميريام بيوركلاند كريستيانا فيراندو          | آنا دانيلينا كاميلا بارتون جيمي فورليس آنا زيا                           |
| 26 يوليو | Reinert Open فرسمولد، ألمانيا ملعب ترابي W60 قرعة الفردي – قرعة الزوجي                        | آنا دانيلينا فاليريا ستراكوفا 4–6، 7–5، [10–4]             | ميريام بيوركلاند جيمي فورليس         | ميريام بيوركلاند كريستيانا فيراندو          | آنا دانيلينا كاميلا بارتون جيمي فورليس آنا زيا                           |
| 26 يوليو | Kozerki Open جروزيسك مازوفيتسكي، بولندا ملعب ترابي W60 قرعة الفردي – قرعة الزوجي              | إيكاترين جورجودزي 7–6(9–7)، 0–6، 6–4                       | كلوي باكيوت                          | تيساه أندريانجافيتريمو باربارا غاتيكا       | دلما جالفي ديسبينا باباميتشايل جانغ سو جونج أنستازيا زخاروفا             |
| 26 يوليو | Kozerki Open جروزيسك مازوفيتسكي، بولندا ملعب ترابي W60 قرعة الفردي – قرعة الزوجي              | باربارا غاتيكا ريبيكا بيريرا 6–3، 6–1                      | جانغ سو جونج لي يا-هسوان             | تيساه أندريانجافيتريمو باربارا غاتيكا       | دلما جالفي ديسبينا باباميتشايل جانغ سو جونج أنستازيا زخاروفا             |
| 26 يوليو | كنوكه، بلجيكا ملعب ترابي W15 قرعة المباريات الفردية والزوجية                                  | سيلينا يانيسييفيتش 6–3، 7–6(7–0)                           | لوسي نغوين تان                       | سينجا كراوس ناتاليا سيدليسك                 | مارغو روفروي إميلين دارترون ميكايلا بايرلوفا جاكلين كاباج أواد           |
| 26 يوليو | كنوكه، بلجيكا ملعب ترابي W15 قرعة المباريات الفردية والزوجية                                  | إميلين دارترون مارغو روفروي 6–1، 6–3                       | أنيل لوكليرك لوسي نغوين تان          | سينجا كراوس ناتاليا سيدليسك                 | مارغو روفروي إميلين دارترون ميكايلا بايرلوفا جاكلين كاباج أواد           |
| 26 يوليو | فايله، الدنمارك ملعب ترابي W15 قرعة المباريات الفردية والزوجية                                | يوهان سفيندسن 2–6، 6–4، 6–1                                | بارك سو هيون                         | جانتي تيلبورغر بريزكا مادلين نوجروهو        | لينا روبرت تايلور نغ داريا فيدمانوفا أليس روب                            |
| 26 يوليو | فايله، الدنمارك ملعب ترابي W15 قرعة المباريات الفردية والزوجية                                | نيكول خيرين داريا فيدمانوفا 7–6(9–7)، 5–7، [10–8]          | فيكتوريا ديما إري شيميزو             | جانتي تيلبورغر بريزكا مادلين نوجروهو        | لينا روبرت تايلور نغ داريا فيدمانوفا أليس روب                            |
| 26 يوليو | القاهرة، مصر ملعب ترابي W15 قرعة المباريات الفردية والزوجية                                   | ليير روميرو جورماز 6–2، 6–3                                | لويزا ماير أوف دير هايد              | ساندرا سمير جيبك كولامباييفا                | أناستاسيا سوخوتينا آنا جافريلا ميل ريسكو لميس الحسين عبد العزيز          |
| 26 يوليو | القاهرة، مصر ملعب ترابي W15 قرعة المباريات الفردية والزوجية                                   | جيبك كولامباييفا أناستاسيا سوخوتينا 6–0، 6–0               | ميل ريسكو أليسا روسوفا               | ساندرا سمير جيبك كولامباييفا                | أناستاسيا سوخوتينا آنا جافريلا ميل ريسكو لميس الحسين عبد العزيز          |
| 26 يوليو | سافيتايفالي، فنلندا ملعب ترابي W15 قرعة المباريات الفردية والزوجية                            | إلينا مالوگينا 4–6، 7–6(7–3)، 6–2                          | إميلي سيبولد                         | فالنتينا رايزر أستريد وانجا برون أولسن      | ماريا لوتا كاول إيميلي ليند بولينا باخموتكينا أونا أورپانا               |
| 26 يوليو | سافيتايفالي، فنلندا ملعب ترابي W15 قرعة المباريات الفردية والزوجية                            | ماري مترو فالنتينا رايزر 6–4، 7–5                          | إميلي سيبولد آنا أوريكي              | فالنتينا رايزر أستريد وانجا برون أولسن      | ماريا لوتا كاول إيميلي ليند بولينا باخموتكينا أونا أورپانا               |
| 26 يوليو | كوردينونز، إيطاليا ملعب ترابي W15 قرعة المباريات الفردية والزوجية                             | مانا كاوامورا 7–6(9–7)، 7–5                                | فيرونيكا إرجافيتس                    | أورورا زانتيديسكي نيكول فوسا هيرجو          | ستيفانيا روبيني نفيسة بيربيروفيتش آنا توراتي مارتينا كولمينا             |
| 26 يوليو | كوردينونز، إيطاليا ملعب ترابي W15 قرعة المباريات الفردية والزوجية                             | مارتينا كولمينا آمي زهو 6–4، 6–3                           | نفيسة بيربيروفيتش فيرونيكا إرجافيتس  | أورورا زانتيديسكي نيكول فوسا هيرجو          | ستيفانيا روبيني نفيسة بيربيروفيتش آنا توراتي مارتينا كولمينا             |
| 26 يوليو | المنستير، تونس ملعب صلب W15 قرعة المباريات الفردية والزوجية                                   | أيومي كوشييشى 6–1، 6–0                                     | إليسا فانلانغندونك                   | جيسيكا فيلا أكفيل باراجينسكيت               | داشا إيفانوفا ماريانا درازيتش ميابي إينووي كاترينا كوزاروف               |
| 26 يوليو | المنستير، تونس ملعب صلب W15 قرعة المباريات الفردية والزوجية                                   | كاترينا كوزاروف لورين بروكتور 6–1، 3–6، [10–5]             | أناستازيا نيفيدوفا أنجيليكا راجي     | جيسيكا فيلا أكفيل باراجينسكيت               | داشا إيفانوفا ماريانا درازيتش ميابي إينووي كاترينا كوزاروف               |

### أغسطس
| الأسبوع  | البطولة | الفائزات                                               | الوصيفات                                 | المتأهلات لنصف النهائي                 | المتأهلات لربع النهائي                                                             |
| -------- | --- | ------------------------------------------------------ | ---------------------------------------- | -------------------------------------- | ---------------------------------------------------------------------------------- |
| 2 أغسطس  | بارنو، إستونيا Clay W25 Singles and Doubles Draws                                                                                   | كايا كانيبي 7–5، 6–4                                   | آنا سيسكوفا                              | بيرفو جنكيز ألكسندرا أولينيكوفا        | سينجا كراوس فيكتوريا مورفايوفا جوستينا ميكولسكيت جوليا جاتو مونتيكوني              |
| 2 أغسطس  | بارنو، إستونيا Clay W25 Singles and Doubles Draws                                                                                   | جوستينا ميكولسكيت آنا سيسكوفا 6–7(5–7)، 6–3، [10–5]    | روتوجا بسالي ماجالي كيمبن                | بيرفو جنكيز ألكسندرا أولينيكوفا        | سينجا كراوس فيكتوريا مورفايوفا جوستينا ميكولسكيت جوليا جاتو مونتيكوني              |
| 2 أغسطس  | بسكارا، إيطاليا Clay W25 Singles and Doubles Draws                                                                                  | أناستازيا جريمالسكا 2–6، 7–6(7–4)، 6–3                 | آنا توراتي                               | إميليانا أرانجو ماريا لورديس كارلي     | فيكتوريا خيمينيز كاسينتسيفا أورورا زانتيشيدشي نفيسة بيربيروفيتش أنجيلا فيتا بولودا |
| 2 أغسطس  | بسكارا، إيطاليا Clay W25 Singles and Doubles Draws                                                                                  | كريستينا دينو إيوانا لوريدانا روسكا 6–2، 5–7، [10–3]   | فيكتوريا بوثيو أنجيليكا موراتيللي        | إميليانا أرانجو ماريا لورديس كارلي     | فيكتوريا خيمينيز كاسينتسيفا أورورا زانتيشيدشي نفيسة بيربيروفيتش أنجيلا فيتا بولودا |
| 2 أغسطس  | بيدغوشتش، بولندا ترابية W25 قرعة المباريات الفردية والزوجية                                                                         | ناستازيا شونك 4–6، 6–2، 6–0                            | داريا أستاخوفا                           | كاتارينا كيرلاخ تيريزا سميتكوفا        | نينا بوتوشنيك كارول مونيت أندريا بريشاكارو أناستاسيا زخاروفا                       |
| 2 أغسطس  | بيدغوشتش، بولندا ترابية W25 قرعة المباريات الفردية والزوجية                                                                         | كارولينا ألفيس إيرينا شيمانوفيتش 6–1، 3–6، [10–5]      | هيروكو كواتا يوليانا ليزارازو            | كاتارينا كيرلاخ تيريزا سميتكوفا        | نينا بوتوشنيك كارول مونيت أندريا بريشاكارو أناستاسيا زخاروفا                       |
| 2 أغسطس  | فريدريكسبرغ (الدنمارك)، الدنمارك ترابية W15 قرعة المباريات الفردية والزوجية                                                         | ميكايلا بايرلوفا 6–1، 6–1                              | نيكول خيرين                              | أليس روب لينا روبرت                    | بارك سو-هيون تايلور إنغ صوفيا سامافاتي يوهان سفيندسن                               |
| 2 أغسطس  | فريدريكسبرغ (الدنمارك)، الدنمارك ترابية W15 قرعة المباريات الفردية والزوجية                                                         | بريسكيا مادلين نوجروهو ناهو ساتو 6–0، 6–1              | فيكتوريا ديما آني فانغيلوفا              | أليس روب لينا روبرت                    | بارك سو-هيون تايلور إنغ صوفيا سامافاتي يوهان سفيندسن                               |
| 2 أغسطس  | القاهرة، مصر ترابية W15 قرعة المباريات الفردية والزوجية                                                                             | تينا نادين سميث 0–6، 2–6                               | ديليتا تشيروبيني                         | ساندرا سمير باربورا ماتوسوفا           | ياسمين عزت لميس الحسين عبد العزيز ميل ريسكو جيبك كولامبايفا                        |
| 2 أغسطس  | القاهرة، مصر ترابية W15 قرعة المباريات الفردية والزوجية                                                                             | جيبك كولامبايفا ساندرا سمير 5–7، 3–6                   | ماريا بولينا بيريز ميل ريسكو             | ساندرا سمير باربورا ماتوسوفا           | ياسمين عزت لميس الحسين عبد العزيز ميل ريسكو جيبك كولامبايفا                        |
| 2 أغسطس  | المنستير، تونس ملعب صلب W15 قرعة المباريات الفردية والزوجية                                                                         | أولجا هيلمي 0–6، 3–6                                   | أكفيل باراجينسكيت                        | جانا بوزنيخيرينكو آيومي كوشيشي         | نويليا بوزو زانوتي لورين بروكتور أناستاسيا نيفيدوفا رافينا كينغسلي                 |
| 2 أغسطس  | المنستير، تونس ملعب صلب W15 قرعة المباريات الفردية والزوجية                                                                         | تيفاني فيكيت أكفيل باراجينسكيت 2–6، 1–6                | نويليا بوزو زانوتي نويليا زيبالوس        | جانا بوزنيخيرينكو آيومي كوشيشي         | نويليا بوزو زانوتي لورين بروكتور أناستاسيا نيفيدوفا رافينا كينغسلي                 |
| 9 أغسطس  | تحدي كوزر جيويلرز للتنس لانديزفيل، الولايات المتحدة ملعب صلب W100 قرعة الفردي – قرعة الزوجي                                         | نوريا باريزاس دياز 7–6(8–6)، 4–6، 7–6(9–7)             | غريت مينين                               | ليزلي كركهوف كاتارزينا كاوا            | بياتريس حداد مايا كاتي ماكنالي إيما رادوكانو ماجدالينا فريتش                       |
| 9 أغسطس  | تحدي كوزر جيويلرز للتنس لانديزفيل، الولايات المتحدة ملعب صلب W100 قرعة الفردي – قرعة الزوجي                                         | هانا تشانغ أليكسا جلاتش 7–6(7–3)، 3–6، [11–9]          | سامانثا موراي (تنس) فاليريا سافينيخ      | ليزلي كركهوف كاتارزينا كاوا            | بياتريس حداد مايا كاتي ماكنالي إيما رادوكانو ماجدالينا فريتش                       |
| 9 أغسطس  | جولة التنس العالمية للاتحاد الدولي النسائية جران كناريا سان بارتولومي دي تيراخانا، إسبانيا ملعب ترابي W60 قرعة الفردي – قرعة الزوجي | أرانتشا روس 6–4، 6–2                                   | ميار شريف                                | إلينا أفانيسيان ألكسندرا كرونتش        | ديان باري جيسيكا بوزاس مانييرو جاكلين كريستيان أوكسانا سيليخميتيفا                 |
| 9 أغسطس  | جولة التنس العالمية للاتحاد الدولي النسائية جران كناريا سان بارتولومي دي تيراخانا، إسبانيا ملعب ترابي W60 قرعة الفردي – قرعة الزوجي | إلينا أفانيسيان أوكسانا سيليخميتيفا 7–5، 6–2           | أريان هارتونو أوليفيا تجاندراموليا       | إلينا أفانيسيان ألكسندرا كرونتش        | ديان باري جيسيكا بوزاس مانييرو جاكلين كريستيان أوكسانا سيليخميتيفا                 |
| 9 أغسطس  | كوكسيد، بلجيكا ملعب ترابي W25 قرعة المباريات الفردية والزوجية                                                                       | ميريَام بِيُوركلاند 7–6(8–6)، 6–3                         | دَيَا هردجلاش                              | سَدا ناهيمانا ماغالي كيمبِن              | مِيريل هُودت ألكساندرا إغناتيك كاثَارينا هُوبغَارسكي أنخلَفا فيتا بُلودا                  |
| 9 أغسطس  | كوكسيد، بلجيكا ملعب ترابي W25 قرعة المباريات الفردية والزوجية                                                                       | لِينَا غِيورشكَا ڤَاليريا ستراكُوفا 6–4، 6–4                 | فلنْتينِي غراماتِيكُوبولو فلِنتِينَا إِيفَاخنِينكُو | سَدا ناهيمانا ماغالي كيمبِن              | مِيريل هُودت ألكساندرا إغناتيك كاثَارينا هُوبغَارسكي أنخلَفا فيتا بُلودا                  |
| 9 أغسطس  | رَادُوم، بولندا ملعب ترابي W25 قرعة المباريات الفردية والزوجية                                                                        | لُوكرِزْيَا سْتِفانيِني 4–6، 6–2، 6–3                         | مِيرْيام كُولُودجِيُوييفَا                      | أَنَستَاسِيا زَاخَارُوفَا إيرِينَا شِيمَانُوفيتْش    | ڤِيكْتُورِيا كوزموفَا كارولاينا أَلڨِس أَنَّا بُونْدَار ريكا لُوكَا جَانِي                          |
| 9 أغسطس  | رَادُوم، بولندا ملعب ترابي W25 قرعة المباريات الفردية والزوجية                                                                        | مَانَا كَاوَامُورَا فُونَا كُوزَاكِي 6–4، 6–2                     | كارولاينا أَلڨِس إيرِينَا شِيمَانُوفيتْش         | أَنَستَاسِيا زَاخَارُوفَا إيرِينَا شِيمَانُوفيتْش    | ڤِيكْتُورِيا كوزموفَا كارولاينا أَلڨِس أَنَّا بُونْدَار ريكا لُوكَا جَانِي                          |
| 9 أغسطس  | براتيسلافا، سلوفاكيا ملعب ترابي W15 قرعة المباريات الفردية والزوجية                                                                 | دَاريَا سِيمِنسْتَيَا 6–4، 6–3                                | بِيا لُوفْريتش                              | لَارَا مِيشِيل رَادْكَ زِلنِيكوفَا               | فيكْتُورِيا كَان أَدْرْيَان نَاغِي إيري شِيميزُو مَارِيَا فِرنَندَا هـِيرَازُو                          |
| 9 أغسطس  | براتيسلافا، سلوفاكيا ملعب ترابي W15 قرعة المباريات الفردية والزوجية                                                                 | شَانتَال شْكَامُلُوفَا رَادْكَ زِلنِيكوفَا 6–3، 7–6(7–5)            | بِيا لُوفْريتش أَدْرْيَان نَاغِي                  | لَارَا مِيشِيل رَادْكَ زِلنِيكوفَا               | فيكْتُورِيا كَان أَدْرْيَان نَاغِي إيري شِيميزُو مَارِيَا فِرنَندَا هـِيرَازُو                          |
| 9 أغسطس  | مَنَسْتير، تونس ملعب صلب W15 قرعة المباريات الفردية والزوجية                                                                           | أَيُومِي كُوشِيإيشِي 6–3، 7–6(7–3)                           | هِيمِنُو سَاكَاتْسُمِي                           | لَوْرن بْرُوكْتُور أكفِيل بَارَاجِينسكِيت         | رَافِينَا كِينَغسْلِي دَاشَا إِيفَانُوفَا نُويلْيَا بُوزُو زَانُوتِي تِيفَانِي فِكِيت                        |
| 9 أغسطس  | مَنَسْتير، تونس ملعب صلب W15 قرعة المباريات الفردية والزوجية                                                                           | تِيفَانِي فِكِيت أكفِيل بَارَاجِينسكِيت 4–6، 6–1، [10–6]         | أَيُومِي كُوشِيإيشِي أنَستَاسِيا نِيفِيدُوفَا         | لَوْرن بْرُوكْتُور أكفِيل بَارَاجِينسكِيت         | رَافِينَا كِينَغسْلِي دَاشَا إِيفَانُوفَا نُويلْيَا بُوزُو زَانُوتِي تِيفَانِي فِكِيت                        |
| 16 أغسطس | جولة الاتحاد الدولي للتنس ماسبالوماس سان بارتولومي دي تيراخانا، إسبانيا ملعب ترابي W60 قرعة الفردي – قرعة الزوجي                    | أرانتشا روس 6–0، 6–1                                   | فيكتوريا خيمينيز كاسينتسيفا              | جوليا جرابر ديان باري                  | إيلونا جيورجيانا جيورواي كارول مونيت مارتينا دي جوزيبي ألكسندرا كرونتش             |
| 16 أغسطس | جولة الاتحاد الدولي للتنس ماسبالوماس سان بارتولومي دي تيراخانا، إسبانيا ملعب ترابي W60 قرعة الفردي – قرعة الزوجي                    | أريان هارتونو أوليفيا تجاندراموليا 6–4، 2–6، [10–7]    | ماريا لورديس كارلي جولييتا إيستابل       | جوليا جرابر ديان باري                  | إيلونا جيورجيانا جيورواي كارول مونيت مارتينا دي جوزيبي ألكسندرا كرونتش             |
| 16 أغسطس | أولدنزال، هولندا ملعب ترابي W25 قرعة المباريات الفردية والزوجية                                                                     | جانغ سو جونج 6–3، 6–2                                  | ماليني هيلغو                             | سلمى دجوابري جوهانا ماركوفا            | إيكاترينا ماكاروفا فلادا كوفال أليس توبيلو ألكسندرا إغناتيك                        |
| 16 أغسطس | أولدنزال، هولندا ملعب ترابي W25 قرعة المباريات الفردية والزوجية                                                                     | كاناكو موريساكي إريكا سما 5–7، 6–3، [10–7]             | إيفا فيدر ستيفاني فيشر                   | سلمى دجوابري جوهانا ماركوفا            | إيكاترينا ماكاروفا فلادا كوفال أليس توبيلو ألكسندرا إغناتيك                        |
| 16 أغسطس | فرنياتشكا بانيا، صربيا ملعب ترابي W25 قرعة المباريات الفردية والزوجية                                                               | كريستينا دينو 6–1، 7–5                                 | آنا سيسكوفا                              | نينا بوتوشنيك بولينا ليكينا            | نفيسة بيربيروفيتش إيوانا لوريدانا روسكا لينا جيوتشيسكا ساندرا سمير                 |
| 16 أغسطس | فرنياتشكا بانيا، صربيا ملعب ترابي W25 قرعة المباريات الفردية والزوجية                                                               | كارولينا ألفيس أندريا غاميز 6–4، 6–1                   | إيوانا لوريدانا روسكا ساندرا سمير        | نينا بوتوشنيك بولينا ليكينا            | نفيسة بيربيروفيتش إيوانا لوريدانا روسكا لينا جيوتشيسكا ساندرا سمير                 |
| 16 أغسطس | أورينسي، إسبانيا ملعب صلب W25 قرعة المباريات الفردية والزوجية                                                                       | جيمي فورليس 7–6(7–3)، 6–3                              | فاني ستولار                              | أوليفيا غاديسكي إيفون كافالي رييميرس   | أولغا هيلمي لي يا-هسوان جيسيكا فايللا سيليا سيرفينو رويز                           |
| 16 أغسطس | أورينسي، إسبانيا ملعب صلب W25 قرعة المباريات الفردية والزوجية                                                                       | لي يا-هسوان إيكاترينا ياشينا 6–2، 6–3                  | ألبا كارييو مارين جوستينا ميكولسكيت      | أوليفيا غاديسكي إيفون كافالي رييميرس   | أولغا هيلمي لي يا-هسوان جيسيكا فايللا سيليا سيرفينو رويز                           |
| 16 أغسطس | وورمباد-فيلاخ، النمسا ملعب ترابي W15 قرعة المباريات الفردية والزوجية                                                                | آنا توراتي 6–3، 6–2                                    | بيا لوفريتش                              | فيرونيكا فلكوفسكا كو يون وو            | ميلانيا ديلاي بريزكا مادلين نوجروهو كاتارينا كوزموفا كايسا هينيمان                 |
| 16 أغسطس | وورمباد-فيلاخ، النمسا ملعب ترابي W15 قرعة المباريات الفردية والزوجية                                                                | ميلانيا ديلاي بيا لوفريتشي 0–6، 6–2، [10–3]            | أنيتا حسين ألكسندرا بوسبيلوفا            | فيرونيكا فلكوفسكا كو يون وو            | ميلانيا ديلاي بريزكا مادلين نوجروهو كاتارينا كوزموفا كايسا هينيمان                 |
| 16 أغسطس | إرفيته، ألمانيا ملعب ترابي W15 قرعة المباريات الفردية والزوجية                                                                      | جوليا ميديندورف 3–6، 7–5، 6–2                          | صوفيا سافاتي                             | أنيتا كلاديوفا إميلي سيبولد            | مارا غوث أنجلينا ويرجيس فابيان جيتوارت هيلين بيليكانو                              |
| 16 أغسطس | إرفيته، ألمانيا ملعب ترابي W15 قرعة المباريات الفردية والزوجية                                                                      | كاتارينا هيرنج ناتاليا سيدليسكاأ 6–1، 7–5              | كارولينا كوهل أنجلينا ويرجيس             | أنيتا كلاديوفا إميلي سيبولد            | مارا غوث أنجلينا ويرجيس فابيان جيتوارت هيلين بيليكانو                              |
| 16 أغسطس | المنستير، تونس ملعب صلب W15 قرعة المباريات الفردية والزوجية                                                                         | أيومي كوشيشي 6–7(3–7)، 7–6(7–2)، 6–1                   | يكاترينا رينغولد                         | جازمين أورتنزي هيمينو ساكاتسوم         | رمو يودا ساكورا هوندو أغلايا فيدوروفا إيفيتا راميريز                               |
| 16 أغسطس | المنستير، تونس ملعب صلب W15 قرعة المباريات الفردية والزوجية                                                                         | جازمين أورتنزي يكاترينا رينغولد 6–1، 6–1               | أسيا كولومبو بياتريس ستانيو              | جازمين أورتنزي هيمينو ساكاتسوم         | رمو يودا ساكورا هوندو أغلايا فيدوروفا إيفيتا راميريز                               |
| 23 أغسطس | Zubr Cup برشيروف، التشيك ملعب ترابي W60 قرعة المباريات الفردية – قرعة المباريات الزوجية                                             | ليندا نوسكوفا 6–7(2–7)، 6–4، 6–3                       | ألكسندرا إجناتيك                         | مونيكا كيلناروفا دومينيكا سالكوفا      | بارك سو هيون تيريزا سميتكوفا سيمونا والترت سارة بيجليك                             |
| 23 أغسطس | Zubr Cup برشيروف، التشيك ملعب ترابي W60 قرعة المباريات الفردية – قرعة المباريات الزوجية                                             | كارولينا ألفيس سارة بيث غري 6–4، 3–6، [13–11]          | مانا كوامورا فونا كوزاكي                 | مونيكا كيلناروفا دومينيكا سالكوفا      | بارك سو هيون تيريزا سميتكوفا سيمونا والترت سارة بيجليك                             |
| 23 أغسطس | براونشفايغ (مدينة)، ألمانيا ملعب ترابي W25 قرعة المباريات الفردية والزوجية                                                          | ناستازيا شونك 6–3، 6–1                                 | آنا كلاسِن                                | دليلا ياكوبوفيتش كاتارينا هوبجارسكي    | لينا باباداكس تايسيا مورديرجر فاليريا ستراخوفا ماريا لورديس كارلي                  |
| 23 أغسطس | براونشفايغ (مدينة)، ألمانيا ملعب ترابي W25 قرعة المباريات الفردية والزوجية                                                          | كاتارينا هوبجارسكي فاليريا ستراخوفا 3–6، 6–2، [12–10]  | تاميرا باسيك كيارا شول                   | دليلا ياكوبوفيتش كاتارينا هوبجارسكي    | لينا باباداكس تايسيا مورديرجر فاليريا ستراخوفا ماريا لورديس كارلي                  |
| 23 أغسطس | ألماتي، كازاخستان ملعب ترابي W25 قرعة المباريات الفردية والزوجية                                                                    | إيرينا شيمانوفيتش 6–3، 6–2                             | فيرا لابكو                               | أناستاسيا تيخونوفا نيجينا أبدوريموفا   | داريا ميشينا غوزال أينيتدينوفا شاليما تالبي جيبيك كولامباييفا                      |
| 23 أغسطس | ألماتي، كازاخستان ملعب ترابي W25 قرعة المباريات الفردية والزوجية                                                                    | نيجينا أبدوريموفا داريا ميشينا 4–6، 6–4، [10–3]        | سابينا شاريبوفا ستيفاني فيشر             | أناستاسيا تيخونوفا نيجينا أبدوريموفا   | داريا ميشينا غوزال أينيتدينوفا شاليما تالبي جيبيك كولامباييفا                      |
| 23 أغسطس | فيغو، إسبانيا ملعب صلب W25 قرعة المباريات الفردية والزوجية                                                                          | أوليفيا جاديكي 6–2، 6–4                                | يوريكو ليلي ميازاكي                      | ساكورا هوسوجي لي يا-هسوان              | كوني بيرين جيسيكا فايللا لورا بيجوسي أناستاسيا كوليكوفا                            |
| 23 أغسطس | فيغو، إسبانيا ملعب صلب W25 قرعة المباريات الفردية والزوجية                                                                          | أليسيا بارنيت أوليفيا جاديكي 6–3، 6–2                  | كوني بيرين لورا بيجوسي                   | ساكورا هوسوجي لي يا-هسوان              | كوني بيرين جيسيكا فايللا لورا بيجوسي أناستاسيا كوليكوفا                            |
| 23 أغسطس | فيربيير، سويسرا ملعب ترابي W25 قرعة المباريات الفردية والزوجية                                                                      | يلينا إن-ألبون 6–1، 6–4                                | إريكا أندريفا                            | جوان زوغر داليلا سبتييري               | فرانسيسكا خورخي سادا ناهيمانا إيكاترينا ماكاروفا سيباستينا سيسليبوتي               |
| 23 أغسطس | فيربيير، سويسرا ملعب ترابي W25 قرعة المباريات الفردية والزوجية                                                                      | إريكا أندريفا إيكاترينا ماكاروفا 7–6(7–2)، 6–1         | ديانا مارسنكفيتشا ماريا تيموفييفا        | جوان زوغر داليلا سبتييري               | فرانسيسكا خورخي سادا ناهيمانا إيكاترينا ماكاروفا سيباستينا سيسليبوتي               |
| 23 أغسطس | باد والترسدورف، النمسا ملعب ترابي W15 قرعة المباريات الفردية والزوجية                                                               | أنطونيا روجيتش 6–2، 6–2                                | زيفا فالكينر                             | سافو ساكيلاريدي كو يون-وو              | آنا توراتي إلينا-تيودورا كادار كاتارينا كوزموفا ميلانيا ديلاني                     |
| 23 أغسطس | باد والترسدورف، النمسا ملعب ترابي W15 قرعة المباريات الفردية والزوجية                                                               | كو يون-وو بريزكا ماديلين نوغروهو 6–4، 6–3              | جوليا كريسينزي أريانا زوكيني             | سافو ساكيلاريدي كو يون-وو              | آنا توراتي إلينا-تيودورا كادار كاتارينا كوزموفا ميلانيا ديلاني                     |
| 23 أغسطس | وانفيرسيه-باولت، بلجيكا ملعب ترابي W15 قرعة المباريات الفردية والزوجية                                                              | صوفيا سامافاتي 4–6، 6–3، 6–1                           | أستريد وانجا برون أولسن                  | سيلفيا أمبروسيو أوليكساندرا أولينيكوفا | نينا رادوفانوفيتش إميلي آربوثنوت كارلوتا مارتينيز سيريز أدريانا رايكوفيتش          |
| 23 أغسطس | وانفيرسيه-باولت، بلجيكا ملعب ترابي W15 قرعة المباريات الفردية والزوجية                                                              | إميلي آربوثنوت تشيلسي فانهوته 7–5، 6–4                 | فلافي بروجنون لوسي وارنييه               | سيلفيا أمبروسيو أوليكساندرا أولينيكوفا | نينا رادوفانوفيتش إميلي آربوثنوت كارلوتا مارتينيز سيريز أدريانا رايكوفيتش          |
| 23 أغسطس | المنستير، تونس ملعب صلب W15 قرعة المباريات الفردية والزوجية                                                                         | مويوكا أوشيجيما 7–5، 6–2                               | جينا ديفالكو                             | بياتريس ريتشي نويللا زيبالوس           | هينا إينوي نانا كاواجشي هيمينو ساكاتسومي ريكو ساوياناجي                            |
| 23 أغسطس | المنستير، تونس ملعب صلب W15 قرعة المباريات الفردية والزوجية                                                                         | إنغريد غامارا مارتينز جازمين أورتينزي 6–2، 6–0         | ساكورا هوندو يوكو هوسوكي                 | بياتريس ريتشي نويللا زيبالوس           | هينا إينوي نانا كاواجشي هيمينو ساكاتسومي ريكو ساوياناجي                            |
| 23 أغسطس | تشورنومورسك، أوكرانيا ملعب ترابي W15 قرعة المباريات الفردية والزوجية                                                                | داريا سيمينيستايا 6–3، 6–2                             | نيكول فوسا هويرجو                        | أناستاسيا لوباتا تيميا جارشوفا         | ديليتا تشيروبيني أناستاسيا كومار دوغا توركمن كيارة كاتيني                          |
| 23 أغسطس | تشورنومورسك، أوكرانيا ملعب ترابي W15 قرعة المباريات الفردية والزوجية                                                                | فيكتوريا بيتريكو أناستاسيا زولوتاريفا 4–6، 6–2، [10–8] | ماريا بيرجن أناستاسيا كومار              | أناستاسيا لوباتا تيميا جارشوفا         | ديليتا تشيروبيني أناستاسيا كومار دوغا توركمن كيارة كاتيني                          |
| 30 أغسطس | Kuchyně Gorenje Prague Open براغ، جمهورية التشيك ملعب ترابي W60 قرعة المباريات الفردية – قرعة المباريات الزوجية                     | ماجدالينا فريتش 6–2، 6–1                               | تيريزا سميتكوفا                          | ديان باري دانييلا فيسماني              | ليندا نوسكوفا لينا غلشكو ريبيكا سرامكوفا سارة بيجليك                               |
| 30 أغسطس | Kuchyně Gorenje Prague Open براغ، جمهورية التشيك ملعب ترابي W60 قرعة المباريات الفردية – قرعة المباريات الزوجية                     | ميريام كولودزيجوفا جيسيكا ماليتشكوفا 6–3، 1–6، [10–2]  | كاناكو موريساكي إيريكا سما               | ديان باري دانييلا فيسماني              | ليندا نوسكوفا لينا غلشكو ريبيكا سرامكوفا سارة بيجليك                               |
| 30 أغسطس | TCCB Open كولونج-بيليريف، سويسرا ملعب ترابي W60 قرعة المباريات الفردية – قرعة المباريات الزوجية                                     | بياتريس حداد مايا 5–7، 6–1، 6–4                        | إيبك أوز                                 | أماندين هيس آنا بوندار                 | سادا ناهيمانا إستيل كاسينو كوني بيرين جوان زيوجير                                  |
| 30 أغسطس | TCCB Open كولونج-بيليريف، سويسرا ملعب ترابي W60 قرعة المباريات الفردية – قرعة المباريات الزوجية                                     | أمينة أنشبا أناستاسيا جاسانوفا 6–1، 6–7(6–8)، [10–8]   | أماندين هيس تاتيانا ماريا                | أماندين هيس آنا بوندار                 | سادا ناهيمانا إستيل كاسينو كوني بيرين جوان زيوجير                                  |
| 30 أغسطس | فيينا، النمسا ملعب ترابي W25 قرعة المباريات الفردية والزوجية                                                                        | كريستينا دينو 6–3، 6–4                                 | سينجا كراوس                              | كلوي باكيوت إيريكا أندرييفا            | ماريا فرناندا هيرازو آنا توراتي ميلاني كلافنير إيفا ليس                            |
| 30 أغسطس | فيينا، النمسا ملعب ترابي W25 قرعة المباريات الفردية والزوجية                                                                        | كارولينا ألفيس مارتينا كوبكا 6–7(1–7)، 6–4، [10–7]     | إيريكا أندرييفا إيكاترينا كازيونوفا      | كلوي باكيوت إيريكا أندرييفا            | ماريا فرناندا هيرازو آنا توراتي ميلاني كلافنير إيفا ليس                            |
| 30 أغسطس | ترييستي، إيطاليا ملعب ترابي W25 قرعة المباريات الفردية والزوجية                                                                     | تارا ورث 3–6، 6–4، 7–5                                 | ميريام بيوركلاند                         | جوستينا ميكولسكيت نينا بوتوشنيك        | نوريا برانكاتشو أوانا جورجيتا سيميون نيكا راديسيتش لينا جورشيسكا                   |
| 30 أغسطس | ترييستي، إيطاليا ملعب ترابي W25 قرعة المباريات الفردية والزوجية                                                                     | أندريا بريساكاريو نيكا راديسيتش 7–5، 6–2               | جوستينا ميكولسكيت أوليفيا تجاندراموليا   | جوستينا ميكولسكيت نينا بوتوشنيك        | نوريا برانكاتشو أوانا جورجيتا سيميون نيكا راديسيتش لينا جورشيسكا                   |
| 30 أغسطس | مربلة، إسبانيا ملعب ترابي W25 قرعة المباريات الفردية والزوجية                                                                       | بارك سو هيون 6–1، 7–6(8–6)                             | مارينا ميلنيكوفا                         | آنا كوباريفا كارلوتا مارتينيز سيريز    | ليرا روميرو جورماز مارين بارتود أنجيلا فيتا بولودا أكفيل باراجينسكيت               |
| 30 أغسطس | مربلة، إسبانيا ملعب ترابي W25 قرعة المباريات الفردية والزوجية                                                                       | إيفان كافالي ريميرز أنجيلا فيتا بولودا 6–3، 6–2        | بيانكا فيرنانديز آنا لانتجوا دي لا نوز   | آنا كوباريفا كارلوتا مارتينيز سيريز    | ليرا روميرو جورماز مارين بارتود أنجيلا فيتا بولودا أكفيل باراجينسكيت               |
| 30 أغسطس | القاهرة، مصر ملعب ترابي W15 قرعة المباريات الفردية والزوجية                                                                         | أنستازيا زولوتاريفا 6–4، 6–4                           | أنستازيا نيفيدوفا                        | لافينيا تناسي جوليا ستاماتوفا          | ليندا سالفي ريكو ساوياناغي جورجيا بينتو إيريني لافينو                              |
| 30 أغسطس | القاهرة، مصر ملعب ترابي W15 قرعة المباريات الفردية والزوجية                                                                         | جورجيا بينتو غايا سكوارسيالوبّي 6–4، 0–6، [10–5]        | أنستازيا نيفيدوفا ريكو ساوياناغي         | لافينيا تناسي جوليا ستاماتوفا          | ليندا سالفي ريكو ساوياناغي جورجيا بينتو إيريني لافينو                              |
| 30 أغسطس | آكس أون بروفانس، فرنسا ملعب ترابي W15 قرعة المباريات الفردية والزوجية                                                               | جايل ديبيرييه 6–4، 6–3                                 | ماريا بوندارينكو                         | إيميلين دارترون لوسي نغوين تان         | أودري ألبي أيلا أكسو مارغو روفروي أليس توبيلو                                      |
| 30 أغسطس | آكس أون بروفانس، فرنسا ملعب ترابي W15 قرعة المباريات الفردية والزوجية                                                               | جولي بيلغرافير ليا ثوليه 6–1، 6–2                      | ماريا بوندارينكو كو يون وو               | إيميلين دارترون لوسي نغوين تان         | أودري ألبي أيلا أكسو مارغو روفروي أليس توبيلو                                      |
| 30 أغسطس | المنستير، تونس ملعب صلب W15 قرعة المباريات الفردية والزوجية                                                                         | مويوكا أوتشجيما 6–1، 6–4                               | إنغريد غامارا مارتينس                    | ما ييكسين جاسمين أورتينزي              | إيفيتا راميريز جينا دي فالكَو بياتريس ريتشي دالينا هيويت                            |
| 30 أغسطس | المنستير، تونس ملعب صلب W15 قرعة المباريات الفردية والزوجية                                                                         | ما ييكسين مويوكا أوتشجيما 6–2، 2–6، [10–6]             | إنغريد غامارا مارتينس جاسمين أورتينزي    | ما ييكسين جاسمين أورتينزي              | إيفيتا راميريز جينا دي فالكَو بياتريس ريتشي دالينا هيويت                            |

### سبتمبر
| الأسبوع   | البطولة | الفائزات                                                   | الوصيفات                               | المتأهلات لنصف النهائي                   | المتأهلات لربع النهائي                                                        |
| --------- | --- | ---------------------------------------------------------- | -------------------------------------- | ---------------------------------------- | ----------------------------------------------------------------------------- |
| 6 سبتمبر  | مونترو ليديز أوبن مونترو، سويسرا ملعب ترابي W60 Singles Draw – Doubles Draw                                        | بياتريس حداد مايا 6–4، 6–3                                 | فرانسيسكا جونز                         | كلوي باكيوت تشالا بويوكاكاتشاي           | فيديريكا دي سارا سوزان بانديتشي كوني بيرين ناتاليا فيكليانتسيفا               |
| 6 سبتمبر  | مونترو ليديز أوبن مونترو، سويسرا ملعب ترابي W60 Singles Draw – Doubles Draw                                        | إستيل كاسينو كاميلا روزاتيلو 7–6(7–4)، 6–4                 | كوني بيرين إيدن سيلفا                  | كلوي باكيوت تشالا بويوكاكاتشاي           | فيديريكا دي سارا سوزان بانديتشي كوني بيرين ناتاليا فيكليانتسيفا               |
| 6 سبتمبر  | فريدك-ميستك، جمهورية التشيك ملعب ترابي W25 قرعة المباريات الفردية والزوجية                                         | بانا أودفاردي 6–2، 6–1                                     | صوفيا شاباتافا                         | مريم كولودجويوفا جيسيكا ماليتشكوفا       | مونيكا كيلناروفا جايمي فورليس ميساكي ماتسودا نفيسة بيربيروفيتش                |
| 6 سبتمبر  | فريدك-ميستك، جمهورية التشيك ملعب ترابي W25 قرعة المباريات الفردية والزوجية                                         | كاناكو موريساكي إريكا سما 6–3، 6–1                         | مريم كولودجويوفا آنا سيسكوفا           | مريم كولودجويوفا جيسيكا ماليتشكوفا       | مونيكا كيلناروفا جايمي فورليس ميساكي ماتسودا نفيسة بيربيروفيتش                |
| 6 سبتمبر  | سان-باليه-سور-مير، فرنسا ملعب ترابي W25 قرعة المباريات الفردية والزوجية                                            | أماندين هيس 6–3، 6–4                                       | آنا دانيلينا                           | أليس روب ديسبينا باباميتشايل             | مارتينا كولمنيا لويس بواسن ليوليا جانجين جوستينا ميكولسكيت                    |
| 6 سبتمبر  | سان-باليه-سور-مير، فرنسا ملعب ترابي W25 قرعة المباريات الفردية والزوجية                                            | آنا دانيلينا فاليريا ستراكوفا 6–7(7–9)، 6–2، [10–4]        | أودري ألبي ليوليا جانجين               | أليس روب ديسبينا باباميتشايل             | مارتينا كولمنيا لويس بواسن ليوليا جانجين جوستينا ميكولسكيت                    |
| 6 سبتمبر  | ليرية، البرتغال ملعب صلب W25 قرعة المباريات الفردية والزوجية                                                       | جيسيكا بونشيه 7–6(7–3)، 6–0                                | أنستاسيا كوليكوفا                      | يوريكو ليلي ميازاكي كيوكا أوكامورا       | آنا كالينسكايا ناتاليا كوستيتش ليزيت كابيرا فرانسيسكا خورخي                   |
| 6 سبتمبر  | ليرية، البرتغال ملعب صلب W25 قرعة المباريات الفردية والزوجية                                                       | كارولينا ألفيس أنستاسيا تيخونوفا 6–4، 6–4                  | سيليا سيرفينيو رويز أنجيليكا موراتيلي  | يوريكو ليلي ميازاكي كيوكا أوكامورا       | آنا كالينسكايا ناتاليا كوستيتش ليزيت كابيرا فرانسيسكا خورخي                   |
| 6 سبتمبر  | فارنا، بلغاريا ملعب ترابي W15 قرعة المباريات الفردية والزوجية                                                      | داريا ميشينا 6–4، 6–4                                      | جوليا تيرزيسكا                         | يانا بويوفيتش كاترينا ديميتروفا          | جورجيا كراتشون رومانا تشيسوفسكا إلينا-تيودورا كادار مارثا ماتولا              |
| 6 سبتمبر  | فارنا، بلغاريا ملعب ترابي W15 قرعة المباريات الفردية والزوجية                                                      | جورجيا كراتشون أوانا جافريلا 4–6، 7–6(8–6)، [10–2]         | كييارا كاتيني فيكتوريا ميخايلوفا       | يانا بويوفيتش كاترينا ديميتروفا          | جورجيا كراتشون رومانا تشيسوفسكا إلينا-تيودورا كادار مارثا ماتولا              |
| 6 سبتمبر  | إيباغيه، كولومبيا ملعب ترابي W15 قرعة المباريات الفردية والزوجية                                                   | ثايسا غرانا بيدريتي 4–6، 1–1، انسحاب                       | يوليانا ليزارازو                       | ماريا بولينا بيريز رومينا كونيو          | رشري ويجيسونديرا ياسمين جيباوي إيمي زو أنطونيا ساموديو                        |
| 6 سبتمبر  | إيباغيه، كولومبيا ملعب ترابي W15 قرعة المباريات الفردية والزوجية                                                   | رومينا كونيو ماريا كاميلا توريس موركيا 3–6، 6–4، [5–10]    | أليكا روسوفا أنطونيا ساموديو           | ماريا بولينا بيريز رومينا كونيو          | رشري ويجيسونديرا ياسمين جيباوي إيمي زو أنطونيا ساموديو                        |
| 6 سبتمبر  | القاهرة، مصر ملعب ترابي W15 قرعة المباريات الفردية والزوجية                                                        | لميس الحسين عبد العزيز 3–6، 6–2، 6–2                       | جوليا ستاماتوفا                        | لافينيا تناسي بنين كووابيتوكتيد          | أناستاسيا نيفيدوفا أنيتا بيرتولوني أناستاسيا سوخوتينا ديليتا تشيروبيني        |
| 6 سبتمبر  | القاهرة، مصر ملعب ترابي W15 قرعة المباريات الفردية والزوجية                                                        | مريم دلاكشفيلي فيكتوريا بيترينكو 6–1، 6–2                  | بنين كووابيتوكتيد أليساندرا سيموني     | لافينيا تناسي بنين كووابيتوكتيد          | أناستاسيا نيفيدوفا أنيتا بيرتولوني أناستاسيا سوخوتينا ديليتا تشيروبيني        |
| 6 سبتمبر  | المنستير، تونس ملعب صلب W15 قرعة المباريات الفردية والزوجية                                                        | ما يشين 6–4، 6–4                                           | أليونا فالي                            | رينا سايغو مارتينا كابورو تابوندا        | إنغريد غامارا مارتينز أنتشيسا تشانتا شوي جي-هي نانا كواجشي                    |
| 6 سبتمبر  | المنستير، تونس ملعب صلب W15 قرعة المباريات الفردية والزوجية                                                        | شوي جي-هي جينغ يونغ-وون 6–4، 3–6، [5–10]                   | إلينا ميلوفانوفيتش نويليا سيبالوس      | رينا سايغو مارتينا كابورو تابوندا        | إنغريد غامارا مارتينز أنتشيسا تشانتا شوي جي-هي نانا كواجشي                    |
| 13 سبتمبر | Open Internacional de Valencia بلنسية، إسبانيا ملعب ترابي W80 قرعة المباريات الفردية - قرعة المباريات الزوجية      | مارتينا تريفيسان 4–6، 4–6، 0–6                             | دلما جالفي                             | فيكتوريا توموفا أوكسانا سيليخميتيفا      | إيكاترين جورجودزي إرينا براء بانا أودفاردي أليونا بولسوفا                     |
| 13 سبتمبر | Open Internacional de Valencia بلنسية، إسبانيا ملعب ترابي W80 قرعة المباريات الفردية - قرعة المباريات الزوجية      | يساليني بونافنتور إيكاترين جورجودزي 6–2، 2–6، [10–6]       | أنغلا فيتا بولودا أوكسانا سيليخميتيفا  | فيكتوريا توموفا أوكسانا سيليخميتيفا      | إيكاترين جورجودزي إرينا براء بانا أودفاردي أليونا بولسوفا                     |
| 13 سبتمبر | البرتغال للسيدات المفتوحة كالداس دا رينها، البرتغال ملعب صلب W60+H قرعة المباريات الفردية - قرعة المباريات الزوجية | تشينغ سيساي 6–4، 3–6، 3–6                                  | هارموني تان                            | ماديسون إنجليس بياتريس حداد مايا         | ماري بينوا أنستاسيا كوليكوفا رالوكا سيربان وانغ شينيو                         |
| 13 سبتمبر | البرتغال للسيدات المفتوحة كالداس دا رينها، البرتغال ملعب صلب W60+H قرعة المباريات الفردية - قرعة المباريات الزوجية | موموكو كوبوري هيروكو كواتا 7–6(7–5)، 7–6(7–2)              | أليشيا بارنيت أوليفيا نيكولز           | ماديسون إنجليس بياتريس حداد مايا         | ماري بينوا أنستاسيا كوليكوفا رالوكا سيربان وانغ شينيو                         |
| 13 سبتمبر | ميديلين، كولومبيا ملعب ترابي W25 قرعة المباريات الفردية والزوجية                                                   | إميليانا أرانجو 6–0، 6–0                                   | لورا بيجوسي                            | ميل ريسكو تايسا غرنا بيدريتي             | ماريا بولينا بيريز إليكا روسوفا ياسمين جيباوي Victoria Rodríguez              |
| 13 سبتمبر | ميديلين، كولومبيا ملعب ترابي W25 قرعة المباريات الفردية والزوجية                                                   | ماريا فرناندا هيرازو لورا بيجوسي 6–2، 7–5                  | رشيدة ماكادو فيكتوريا رودريغيز         | ميل ريسكو تايسا غرنا بيدريتي             | ماريا بولينا بيريز إليكا روسوفا ياسمين جيباوي Victoria Rodríguez              |
| 13 سبتمبر | يابلونتس ناد نيسو، جمهورية التشيك ملعب ترابي W25 قرعة المباريات الفردية والزوجية                                   | جيسيكا ماليكوفا 6–2، 2–6، 6–2                              | أنيتا كلاديفوفا                        | ريكا لوكا جاني مانا كوامورا              | أندريا روشكا جيسيكا بييري مونيكا كيلناروفا جوليا جاتو مونتيكوني               |
| 13 سبتمبر | يابلونتس ناد نيسو، جمهورية التشيك ملعب ترابي W25 قرعة المباريات الفردية والزوجية                                   | ليزا بيجاتو أندريا روشكا 3–6، 6–3، [10–7]                  | مانا كوامورا فونا كوزاكي               | ريكا لوكا جاني مانا كوامورا              | أندريا روشكا جيسيكا بييري مونيكا كيلناروفا جوليا جاتو مونتيكوني               |
| 13 سبتمبر | جوهانسبرغ، جنوب أفريقيا ملعب صلب W25 قرعة المباريات الفردية والزوجية                                               | ريتشل هوجينكامب 6–3، 4–6، 6–3                              | فاليريا بونو                           | جوان زوغر جينا ديفالكو                   | إيزابيلا كروجر نيكول خيرين ماتيلدا موتافزيتش إيفا ليس                         |
| 13 سبتمبر | جوهانسبرغ، جنوب أفريقيا ملعب صلب W25 قرعة المباريات الفردية والزوجية                                               | إيفا فيدر ستيفاني فيشر 6–4، 6–4                            | أمينة أنشبا فلادا كوفال                | جوان زوغر جينا ديفالكو                   | إيزابيلا كروجر نيكول خيرين ماتيلدا موتافزيتش إيفا ليس                         |
| 13 سبتمبر | سوزوبول، بلغاريا ملعب صلب W15 قرعة المباريات الفردية والزوجية                                                      | كييارا كاتيني 4–6، 7–6(7–5)، 6–3                           | ناستجا كولار                           | ديا إفتيموفا أوانا جافرلا                | دفنة جرمانلي فانيسا بوبا تييوسانو دينيسلافا غلوشكوفا جوليا تيرزيسكا           |
| 13 سبتمبر | سوزوبول، بلغاريا ملعب صلب W15 قرعة المباريات الفردية والزوجية                                                      | كاتارينا كوزموفا إيكاترينا رينغولد 6–1، 6–4                | كاترينا ديميتروفا فانيسا بوبا تييوسانو | ديا إفتيموفا أوانا جافرلا                | دفنة جرمانلي فانيسا بوبا تييوسانو دينيسلافا غلوشكوفا جوليا تيرزيسكا           |
| 13 سبتمبر | القاهرة، مصر ملعب ترابي W15 قرعة المباريات الفردية والزوجية                                                        | أناستاسيا زولوتاريفا 7–6(8–6)، 6–2                         | جلوريا تشيشي                           | فيكتوريا بيترينكو بونين كوفابيتوكتيد     | ريكو ساوياناغي ليان تران آنا أورك غايا سكوارشيالوفي                           |
| 13 سبتمبر | القاهرة، مصر ملعب ترابي W15 قرعة المباريات الفردية والزوجية                                                        | إيكاترينا فيشنفسكايا أناستاسيا زولوتاريفا 7–5، 0–6، [10–3] | بونين كوفابيتوكتيد آنا أورك            | فيكتوريا بيترينكو بونين كوفابيتوكتيد     | ريكو ساوياناغي ليان تران آنا أورك غايا سكوارشيالوفي                           |
| 13 سبتمبر | ديجون، فرنسا ملعب ترابي W15 قرعة المباريات الفردية والزوجية                                                        | ألينا غرانفير 4–6، 6–2، 6–2                                | فالنتينا رايزر                         | أنجلينا فيرجيس أماريسا كيارا توث         | أودري ألبي نايمة كاراموكو ليا ثولي أرينا فاسيليسو                             |
| 13 سبتمبر | ديجون، فرنسا ملعب ترابي W15 قرعة المباريات الفردية والزوجية                                                        | نايمة كاراموكو زينيا كنول 6–2، 6–2                         | أماريسا كيارا توث لوسي وارجنييه        | أنجلينا فيرجيس أماريسا كيارا توث         | أودري ألبي نايمة كاراموكو ليا ثولي أرينا فاسيليسو                             |
| 13 سبتمبر | مليلية، إسبانيا ملعب ترابي W15 قرعة المباريات الفردية والزوجية                                                     | لويزا ماير أوف دير هايدي 6–3، 7–5                          | نولي بووسو زانوتي                      | كلوديا هوستي فيرير لوسيا ليناريس دومينغو | كايجسا هينمان ألبا ري غارسيا كو ييون–وو شانتال سوفانت                         |
| 13 سبتمبر | مليلية، إسبانيا ملعب ترابي W15 قرعة المباريات الفردية والزوجية                                                     | كايجسا هينمان كو ييون–وو 6–3، 6–0                          | لويزا ماير أوف دير هايدي شانتال سوفانت | كلوديا هوستي فيرير لوسيا ليناريس دومينغو | كايجسا هينمان ألبا ري غارسيا كو ييون–وو شانتال سوفانت                         |
| 13 سبتمبر | المنستير، تونس ملعب صلب W15 قرعة المباريات الفردية والزوجية                                                        | أنشيسا تشانتا 7–6(7–4)، 6–3                                | إلينا ميلوفانوفيتش                     | ديلاينا هيويت أديتيا كارونارتني          | أولغا هيلمي ماريانا دراجيتش سرافيا شيفاني تشيلاكالبودي مارتينا كابورو تابوردا |
| 13 سبتمبر | المنستير، تونس ملعب صلب W15 قرعة المباريات الفردية والزوجية                                                        | شارمادا بالو سرافيا شيفاني تشيلاكالبودي 7–5، 6–3           | ديلاينا هيويت إلينا ميلوفانوفيتش       | ديلاينا هيويت أديتيا كارونارتني          | أولغا هيلمي ماريانا دراجيتش سرافيا شيفاني تشيلاكالبودي مارتينا كابورو تابوردا |
| 20 سبتمبر | Wiesbaden Tennis Open فيسبادن، ألمانيا ملعب ترابي W80 قرعة الفردي – قرعة الزوجي                                    | آنا بوندار 6–2، 6–4                                        | كلارا بوريل                            | لينا غورشيسكا كوني بيرين                 | ألكسندرا إغناتيك فديريكا دي سارا لوتشيتسيا ستيفانيني يلينا إن-أل بون          |
| 20 سبتمبر | Wiesbaden Tennis Open فيسبادن، ألمانيا ملعب ترابي W80 قرعة الفردي – قرعة الزوجي                                    | آنا بوندار لارا سالدن 7–6(9–11)، 6–2، [10–4]               | أريان هارتونو أوليفيا تجاندراموليا     | لينا غورشيسكا كوني بيرين                 | ألكسندرا إغناتيك فديريكا دي سارا لوتشيتسيا ستيفانيني يلينا إن-أل بون          |
| 20 سبتمبر | Open Ciudad de Valencia فالنسيا، إسبانيا ملعب ترابي W80 قرعة الفردي – قرعة الزوجي                                  | أرانتشا روس 6–4، 7–6(7–3)                                  | ميهايلا بوزارنيسكو                     | سيوني مينديز أليونا بولسوفا              | دانييلا سيغيل إرينا براء أندريا غاميز فرانسيسكا جونز                          |
| 20 سبتمبر | Open Ciudad de Valencia فالنسيا، إسبانيا ملعب ترابي W80 قرعة الفردي – قرعة الزوجي                                  | أليونا بولسوفا أندريا غاميز 6–3، 6–4                       | إيكاترين جورجودزي لورا بيجوسي          | سيوني مينديز أليونا بولسوفا              | دانييلا سيغيل إرينا براء أندريا غاميز فرانسيسكا جونز                          |
| 20 سبتمبر | سانتاريم، البرتغال ملعب صلب W25 قرعة المباريات الفردية والزوجية                                                    | رالوكا سيربان 6–3، 6–4                                     | داريا سنيغور                           | إيلين بيريز إيزابيلا شنيكوفا             | فيكتوريا كوزموفا روبن أندرسون بيمرا أوزجن أناستاسيا تيخونوفا                  |
| 20 سبتمبر | سانتاريم، البرتغال ملعب صلب W25 قرعة المباريات الفردية والزوجية                                                    | ماري بينوا إيدن سيلفا 7–5، 6–1                             | أليشيا بارنيت أوليفيا نيكولس           | إيلين بيريز إيزابيلا شنيكوفا             | فيكتوريا كوزموفا روبن أندرسون بيمرا أوزجن أناستاسيا تيخونوفا                  |
| 20 سبتمبر | جوهانسبرغ، جنوب أفريقيا ملعب صلب W25 قرعة المباريات الفردية والزوجية                                               | ألينا كارايفا 2–0، ret.                                    | ريتشل هوجينكامب                        | إيفا فيدر تيساه أندريانجافيتريمو         | فاليريا بونو جوان زورغر جاكلين كاباج أواد ماتيلدا موتافدزيتش                  |
| 20 سبتمبر | جوهانسبرغ، جنوب أفريقيا ملعب صلب W25 قرعة المباريات الفردية والزوجية                                               | جيني دورست نينا ستادلر 6–7(5–7)، 7–5، [11–9]               | إيفا فيدر ستيفاني فيشر                 | إيفا فيدر تيساه أندريانجافيتريمو         | فاليريا بونو جوان زورغر جاكلين كاباج أواد ماتيلدا موتافدزيتش                  |
| 20 سبتمبر | فورت وورث، الولايات المتحدة ملعب صلب W25 قرعة المباريات الفردية والزوجية                                           | كايا كانيبي 6–2، 6–1                                       | كايلا داي                              | أليكساندرا بوزوفيتش ماريا لورديس كارلي   | إيما نافارو أليكسا غراهام إميليانا أرانجو ساتشيا فيكري                        |
| 20 سبتمبر | فورت وورث، الولايات المتحدة ملعب صلب W25 قرعة المباريات الفردية والزوجية                                           | صوفي تشانغ إيمي زهو 4–6، 6–3، [10–8]                       | رشيدة مكادو إيفانا بوبوفيتش            | أليكساندرا بوزوفيتش ماريا لورديس كارلي   | إيما نافارو أليكسا غراهام إميليانا أرانجو ساتشيا فيكري                        |
| 20 سبتمبر | القاهرة، مصر ملعب ترابي W15 قرعة المباريات الفردية والزوجية                                                        | أناستاسيا زولوتاريفا 6–2، 6–1                              | فاليريا يوشينكو                        | جوليا كريسينزي مارتينا كابورو تابوردا    | ديليتا تشيروبيني أريانا زوكيني ديبورا كييسا لميس الحسين عبد العزيز            |
| 20 سبتمبر | القاهرة، مصر ملعب ترابي W15 قرعة المباريات الفردية والزوجية                                                        | جاسميين جيمبرير ديمي تران 3–6، 6–4، [13–11]                | مينامي أكياما ليزا-ماري ريوكس          | جوليا كريسينزي مارتينا كابورو تابوردا    | ديليتا تشيروبيني أريانا زوكيني ديبورا كييسا لميس الحسين عبد العزيز            |
| 20 سبتمبر | كانكون، المكسيك ملعب صلب W15 قرعة المباريات الفردية والزوجية                                                       | آنا روجرز 0–6، 6–7(2–7)                                    | كريستينا روسكا                         | أليكا روسوفا ماريا خوسيه بورتيو راميريز  | فرناندا بريتو صوفيا سوينغ ستيفاني كينت فيكتوريا رودريغيز                      |
| 20 سبتمبر | كانكون، المكسيك ملعب صلب W15 قرعة المباريات الفردية والزوجية                                                       | ماريا خوسيه بورتيو راميريز فيكتوريا رودريغيز 1–6، 1–6      | تشيلسي فونتينل كافيا لوبيز             | أليكا روسوفا ماريا خوسيه بورتيو راميريز  | فرناندا بريتو صوفيا سوينغ ستيفاني كينت فيكتوريا رودريغيز                      |
| 20 سبتمبر | المنستير، تونس ملعب صلب W15 قرعة المباريات الفردية والزوجية                                                        | أولغا هيلمي 1–6، 3–6                                       | كلارا فلاسيلير                         | إلينا ميلوفانوفيتش شيراز بشري            | بيمرادا جاتافابورنفايت أيلا أكسو زيل ديساي ميا ماك                            |
| 20 سبتمبر | المنستير، تونس ملعب صلب W15 قرعة المباريات الفردية والزوجية                                                        | ما يكسين إيكاترينا رينغولد 2–6، 2–6                        | ياسمين منصوري هيماري ساتو              | إلينا ميلوفانوفيتش شيراز بشري            | بيمرادا جاتافابورنفايت أيلا أكسو زيل ديساي ميا ماك                            |
| 27 سبتمبر | ITF Féminin لو نوبورغ لو نوبورغ، فرنسا ملعب صلب W80+H قرعة الفردي – قرعة الزوجي                                    | ميهايلا بوزارنيسكو 6–1، 6–3                                | آنا بوندير                             | أريان هارتونو أوكسانا سيليخميتيفا        | كريستيانا فيراندو أماندين هيس أوليفيا غاديكي روبن أندرسون                     |
| 27 سبتمبر | ITF Féminin لو نوبورغ لو نوبورغ، فرنسا ملعب صلب W80+H قرعة الفردي – قرعة الزوجي                                    | روبن أندرسون أماندين هيس 6–3، 7–6(7–2)                     | إستيل كاسينو سارة بيث غري              | أريان هارتونو أوكسانا سيليخميتيفا        | كريستيانا فيراندو أماندين هيس أوليفيا غاديكي روبن أندرسون                     |
| 27 سبتمبر | تحدي نادي تنس بيركيلي بيركيلي، الولايات المتحدة ملعب صلب W60 قرعة الفردي – قرعة الزوجي                             | أوسوي مايتان أركونادا 6–1، 6–3                             | مارسيلا زكرياس                         | كرامي نارا مايو هيبي                     | إيما نافارو صوفي تشانغ لويزا تشيريكو ليانغ إن شو                              |
| 27 سبتمبر | تحدي نادي تنس بيركيلي بيركيلي، الولايات المتحدة ملعب صلب W60 قرعة الفردي – قرعة الزوجي                             | صوفي تشانغ أنجيلا كوليكوف 6–4، 6–3                         | ليانغ إن شو لو جياجينغ                 | كرامي نارا مايو هيبي                     | إيما نافارو صوفي تشانغ لويزا تشيريكو ليانغ إن شو                              |
| 27 سبتمبر | بودابست، هنغاريا ملعب ترابي W25 قرعة المباريات الفردية والزوجية                                                    | ريكا لوكا جاني 6–1، 6–4                                    | جوليا جاتو مونتيكوني                   | ناتاليا سزابانين تينا لوكاس              | كايجسا هنيمان لينا جورشيسكا بيانكا توراتي ألكسندرا إجناتيك                    |
| 27 سبتمبر | بودابست، هنغاريا ملعب ترابي W25 قرعة المباريات الفردية والزوجية                                                    | دوركا دراهوتا-سزابو كايجسا هنيمان انسحاب                   | أدريان ناغي ناتاليا سزابانين           | ناتاليا سزابانين تينا لوكاس              | كايجسا هنيمان لينا جورشيسكا بيانكا توراتي ألكسندرا إجناتيك                    |
| 27 سبتمبر | ليشبونة بليم أوبن لشبونة، البرتغال ملعب ترابي W25 قرعة المباريات الفردية والزوجية                                  | إيرين بورييو إسكوريهويلا 6–4، 6–0                          | إيبك أوز                               | أندريا بريساكاريو أندريا لازارو غارسيا   | برفو جنكيز إيلين بيريز سيمونا والترت ديان باري                                |
| 27 سبتمبر | ليشبونة بليم أوبن لشبونة، البرتغال ملعب ترابي W25 قرعة المباريات الفردية والزوجية                                  | إيفون كافالي رايمرز أنجيلا فيتا بولودا 3–6، 6–3، [10–4]    | باولا أورمايتشيا ناتاليا كوستيتش       | أندريا بريساكاريو أندريا لازارو غارسيا   | برفو جنكيز إيلين بيريز سيمونا والترت ديان باري                                |
| 27 سبتمبر | بريتوريا، جنوب أفريقيا ملعب صلب W25 قرعة المباريات الفردية والزوجية                                                | زوي كروجر 3–6، 6–4، 6–4                                    | سوزان لامنس                            | أمينة أنشب ماريا بوندارينكو              | تيساه أندريانجافيتريمو جاكلين كاباي أواد لينا جلوشكو جيني دورست               |
| 27 سبتمبر | بريتوريا، جنوب أفريقيا ملعب صلب W25 قرعة المباريات الفردية والزوجية                                                | أمينة أنشب إليزابيث ماندليك 6–2، 6–2                       | جيني دورست نينا ستادلر                 | أمينة أنشب ماريا بوندارينكو              | تيساه أندريانجافيتريمو جاكلين كاباي أواد لينا جلوشكو جيني دورست               |
| 27 سبتمبر | القاهرة، مصر ملعب ترابي W15 قرعة المباريات الفردية والزوجية                                                        | أناستاسيا زولوتاريفا 6–2، 3–6، 6–3                         | لميس الحسين عبد العزيز                 | مارتينا كابورو تابوردا ديبورا كييزا      | فاليريا يوششينكو كارسن برانستين إيريني لافينو أرينا فاسيليكسو                 |
| 27 سبتمبر | القاهرة، مصر ملعب ترابي W15 قرعة المباريات الفردية والزوجية                                                        | جاسماين جيمبري ليان تران 6–3، 3–6، [10–5]                  | بونين كوفابيتوكتيت ديمي تران           | مارتينا كابورو تابوردا ديبورا كييزا      | فاليريا يوششينكو كارسن برانستين إيريني لافينو أرينا فاسيليكسو                 |
| 27 سبتمبر | كانكون، المكسيك ملعب صلب W15 قرعة المباريات الفردية والزوجية                                                       | دارجا سيمينيستايا 6–3، 7–5                                 | ماريا خوسيه بورتيو راميريز             | يانا كولودينسكا كريستينا روسكا           | صوفيا سيوينج فرناندا بريتو تايلور نغ تشيلسي فونتنل                            |
| 27 سبتمبر | كانكون، المكسيك ملعب صلب W15 قرعة المباريات الفردية والزوجية                                                       | آنا روجرز كريستينا روسكا 6–2، 6–2                          | داشا إيفانوفا لورين بروكتور            | يانا كولودينسكا كريستينا روسكا           | صوفيا سيوينج فرناندا بريتو تايلور نغ تشيلسي فونتنل                            |
| 27 سبتمبر | المنستير، تونس ملعب صلب W15 قرعة المباريات الفردية والزوجية                                                        | آيلا أكسو 6–3، 6–4                                         | بيمرادا جاتافابورناني                  | إيزتر ميري نويليا بوزو زانوتي            | جنيفر لوكهام يكاترينا راينجولد سيباستيانا سيليبوتي ميا ماك                    |
| 27 سبتمبر | المنستير، تونس ملعب صلب W15 قرعة المباريات الفردية والزوجية                                                        | ياسمين منصوري يكاترينا راينجولد 6–1، 6–3                   | هونكا كوباياشي ما يكسين                | إيزتر ميري نويليا بوزو زانوتي            | جنيفر لوكهام يكاترينا راينجولد سيباستيانا سيليبوتي ميا ماك                    |
| 27 سبتمبر | لوبوك، الولايات المتحدة ملعب صلب W15 قرعة المباريات الفردية والزوجية                                               | أدريانا ريامي 7–6(8–6)، 6–1                                | مكنارتني كيسلر                         | مانانتشايا ساوانجكايو أنجليكا إيسيفا     | ليف هوفدي لاين سليث أنيتا سهاديفا جوليا مورليه                                |
| 27 سبتمبر | لوبوك، الولايات المتحدة ملعب صلب W15 قرعة المباريات الفردية والزوجية                                               | تيفاني فيكي فرناندالابرينا 6–4، 6–7(2–7)، [10–8]           | كارمن كورلي إيفانا كورلي               | مانانتشايا ساوانجكايو أنجليكا إيسيفا     | ليف هوفدي لاين سليث أنيتا سهاديفا جوليا مورليه                                |

## الروابط الخارجية
- "10،600 لاعبة، 1135 حدثًا: جولة الاتحاد الدولي لكرة المضرب العالمية للسيدات لعام 2023 بالأرقام". الاتحاد الدولي لكرة المضرب. اطلع عليه بتاريخ 2024-01-02.
- "أجندة جولة الاتحاد الدولي لكرة المضرب العالمية للسيدات". الاتحاد الدولي لكرة المضرب. اطلع عليه بتاريخ 2024-01-02.
- الاتحاد الدولي لكرة المضرب